# 桑特加贝勒
桑特加贝勒（法語：Cintegabelle，法語發音：[sɛ̃tɡabɛl]）是法国上加龙省的一个市镇，属于米雷区。

## 地理
桑特加贝勒（43°18'46"N, 1°31'50"E）面积52.92 平方千米，位于法国奧克西塔尼大區上加龙省，该省份为法国西南部内陆省份，西南端与西班牙接壤，自此顺时针与上比利牛斯省、热尔省、塔恩-加龙省、塔恩省、奥德省和阿列日省接壤。
与桑特加贝勒接壤的市镇（或旧市镇、城区）包括：康泰、拉巴蒂、利萨克、圣基尔克、萨韦尔丹、艾涅、欧特里沃、卡尔蒙、科雅克、加亚克图尔扎、莫韦桑。

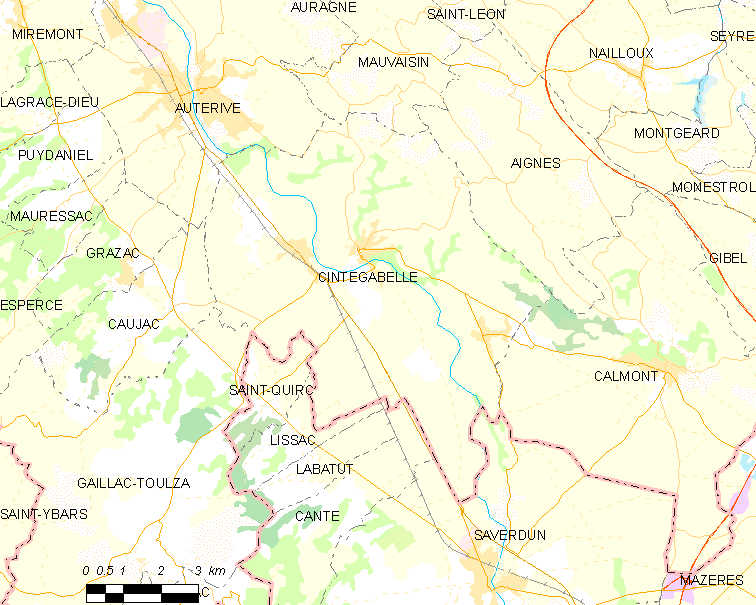
桑特加贝勒的OSM定位图

桑特加贝勒的时区为UTC+01:00、UTC+02:00（夏令时）。

## 行政
桑特加贝勒的邮政编码为31550，INSEE市镇编码为31145。

## 政治
桑特加贝勒所属的省级选区为欧特里沃县。

## 人口

1962-2008年间桑特加贝勒人口变化图示

桑特加贝勒于2022年1月1日时的人口数量为2994人。